# Sklípkanec jedovatý
Sklípkanec jedovatý (Atrax robustus) je druh pavouka z čeledi sklípkancovití, který patří do skupiny takzvaných australských trychtýřových pavouků (název skupiny byl odvozen od trychtýřového tvaru pavučin). Je to jeden z nejjedovatějších pavouků světa a zřejmě nejnebezpečnější pavouk Austrálie. Je obávaný pro své agresivní chování a zvyk samců zatoulávat se do městských oblastí, ale v roce 1981 byl proti jeho jedu vyvinut protijed a od té doby nebyl zaznamenán žádný případ úmrtí člověka na následky kousnutí tímto pavoukem.
Pavučinové vlákno sklípkance jedovatého se používá jako nitkový kříž v optických přístrojích.

## Popis
Dorůstá délky 1–5 cm, přičemž samice bývají větší a robustnější než samci, ale mají kratší nohy. Zbarvení je leskle modročerné, černé, nafialovělé nebo hnědavé. Zadeček je pokryt jemnými sametovými chloupky a na jeho konci se nachází výrazné snovací bradavky. Samci mají uprostřed druhého páru nohou výběžek, kterým se drží samice při páření. Když se cítí v ohrožení, ukazuje sklípkanec své výrazně velké chelicery, kterými údajně dokáže prokousnout i podrážku.
Záměna je možná s dalšími druhy rodu Atrax, které mají velmi podobnou stavbu těla.

## Rozšíření a výskyt
Sklípkanec jedovatý se vyskytuje pouze v Austrálii, kde je rozšířen v okruhu asi 160 kilometrů od města Sydney. Na severu areál výskytu hraničí s řekou Hunter, na západě s Modrými horami a na jihu zasahuje do regionu Illawarra. 
Upřednostňuje písčité, jílovité, břidlicové nebo čedičové půdy, které lépe drží vlhkost. Vyskytuje se na vlhkých stanovištích pod kameny, kusy dřeva a ve skalních štěrbinách, v městských oblastech se může nacházet na vlhkých místech pod budovami, ve štěrbinách mezi kameny nebo v hromadách kompostu. Vytváří si tunelové nory se stěnami pokrytými pavučinou a nálevkovitými vchody, ke kterým vedou nepravidelné linie pavučinových vláken. Tyto nory obvykle nejsou více než 30 cm hluboké.
Většinu života tráví sklípkanci ve svém pavučinovém tunelu. Jsou aktivní převážně v noci, nejvíce po silných deštích, kdy jsou zaplaveny jejich nory. Zejména samci se při hledání partnerky zatoulávají do městských oblastí nebo přímo do domů. Někdy se stane, že sklípkanec jedovatý spadne do bazénu, v takovém případě dokáže přežít ve vodě až 24 hodin a zachycovat vzdušné bublinky chloupky na zadečku.

## Potrava
Živí se bezobratlými nebo drobnými obratlovci. Když se potencionální kořist dotkne sítě poblíž nory, vycítí sklípkanec vibrace, vyběhne ven, usmrtí ji svým jedovatým kousnutím a zatáhne ji do svého pavučinového trychtýře, kde ji pozře. Kořistí mohou být brouci, švábi, stonožky, hlemýždi, larvy hmyzu nebo žáby a ještěrky. Někdy mohou sklípkanci kořist aktivně vyhledávat mimo svou noru.

## Reprodukce
Samci v teplejších měsících roku hledají v noci samice, se kterými by se mohli pářit. K tomu dochází obvykle koncem léta nebo na začátku podzimu. Samec je schopen najít samici podle feromonů, které ona vylučuje. Před pářením si samec vytvoří jakýsi pavučinový zámotek, na který nanese své spermie a ty následně požije svými bulby na konci makadel. Poté začne lákat samičku tím, že bubnuje nohama na pavučinu u vstupu do její nory. Pokud samice není ochotná se pářit, zaútočí na samce, a pokud se mu nepodaří uniknout, zabije ho. Samotné páření probíhá v noře samice v poloze typické pro sklípkany, kdy se oba pavouci vzpínají s prvním párem nohou zvednutým proti sobě a samec oplodní samici vložením konců makadel do jejího genitálního otvoru na spodní straně zadečku.
Samci dosahují pohlavní dospělosti asi ve 4 letech života, samice asi o rok později. Samec se během jednoho období páření může pokusit spářit s více samicemi a poté uhyne. Samice se zřejmě každý rok páří jen jednou, ale dožívají se věku 15 až 20 let.

Samice hlídá bílý kokon s asi 80 až 250 vajíčky ve své noře. Mláďata s ní ještě nějakou dobu po vylíhnutí zůstávají, než opustí noru, osamostatní se a vytvoří si vlastní pavučinové nory. 

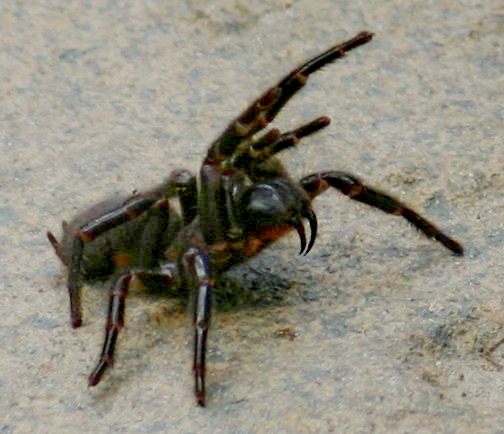
Sklípkanec jedovatý ve výhružném postoji

## Jed
Jed tohoto pavouka může být pro člověka smrtelně nebezpečný a při kousnutí by měla být okamžitě vyhledána lékařská pomoc. Spolu s palovčíkem brazilským je sklípkanec jedovatý považován za nejjedovatější druh pavouka. Smrtelná dávka jedu pro člověka není známa, ale zdá se, že jed tohoto druhu je pro primáty (a tudíž i pro člověka) nebezpečnější než pro jiné druhy savců. Jed samce je asi čtyřikrát až šestkrát silnější než jed samice, a to zřejmě proto, že samec je více vystaven riziku napadení predátorem, protože vylézá na povrch aby hledal samici k páření. Před vyvinutím účinného protijedu bylo zaznamenáno 13 úmrtí na následek kousnutí tímto pavoukem, z toho sedm zemřelých byly děti.

### Složení jedu
Účinek jedu je způsoben zejména proteinem zvaným δ-atracotoxin, díky kterému je jed vysoce účinný na primáty a člověka. Jed přímo působí na lidský nervový systém.
Australští vědci zkoumali složení jedu tohoto pavouka a údajně zjistili, že obsahuje protein Hi1, který by mohl chránit mozkové buňky před následky mozkové mrtvice.

### Příznaky
Pokud není poskytnuta okamžitá první pomoc, mohou se příznaky otravy objevit během pár minut po kousnutí. Kousnutí je zpočátku velmi bolestivé kvůli velikosti sklípkancových chelicer, mezi příznaky patří zvýšená teplota, necitlivost v okolí úst, křeče jazyka, nevolnost a zvracení, bolesti břicha, piloerekce, dezorientace a zmatenost, ztížené dýchání, potíže s polykáním a zrakové potíže. Někdy dochází ke ztrátě vědomí, později slábne puls a smrt nastává v důsledku selhání srdce. Ne vždy je však kousnutí životu nebezpečné - samice a nedospělí jedinci mají jed výrazně slabší než samci.

## Protijed
Protijed byl vyvinut týmem vědců vedeným Struanem Sutherlandem v laboratořích CSL Limited v Melbourne. Získává se z krve králíků, kteří byli imunizováni podáním malé dávky jedu. K dispozici byl vydán roku 1981 a od té doby nedošlo k žádnému úmrtí na následky kousnutí tímto pavoukem, přestože je každoročně hlášeno asi 30–40 kousnutí. Sérum se podává pouze, pokud má oběť závažné příznaky otravy.